# Elana Eden
Elana Eden, née le 1er mai 1940 à Bat Yam (Tel Aviv), est une actrice israélienne.

## Biographie
Elana Eden, de son nom de naissance Elana Lani Cooper, naît à Bat Yam dans le district de Tel Aviv, en Palestine mandataire, le 1er mai 1940. Son père, Zvi Cooper, était un paysagiste d'origine polonaise qui s'était installé en Palestine après la Première Guerre mondiale. Sa mère, est née en 1910, en Russie. Elle a un frère et une sœur plus âgés : Moti et Tamar. Elle apprend l'anglais à l'école et fréquente ensuite l'école secondaire dans un kibboutz de la plaine de Sharon. Elle commence à travailler comme rédactrice pour le quotidien national Haaretz, à Tel Aviv.
Plus tard, elle décide d’entamer une carrière d'actrice après avoir vu Pygmalion, de George Bernard Shaw, quand elle avait quinze ans. Elle gagne une bourse pour étudier au théâtre Habima d'Israël et a fait ses débuts sur scène dans la pièce Lysistrata, qu'elle interprète plus d'une cinquantaine de fois dans divers endroits du pays.

## Vie privée
En 1962, elle se marie avec le dramaturge Nissim Aloni. Le couple divorce en 1965. Elle épousera plus tard le compositeur américain Fredric « Fred » Myrow, le 6 juin 1969. Ensemble, ils eurent trois filles : Rachael, Shira et Neora.
Elana Eden était conférencière lors du dîner du lancement de la campagne de l'United Jewish Appeal en 1967 et du Modesto Jewish Welfare à Modesto, en Californie.

## Filmographie

### Cinéma

#### Longs-métrages
- 1960 : L'Histoire de Ruth (The Story of Ruth) d'Henry Koster : Ruth
- 1965 : La Malle du Caire (Trunk to Cairo) de Menahem Golan : Hadassa

### Télévision

#### Séries télévisées
- 1960 : This Is Your Life : elle-même
- 1961 : Aventures dans les îles (Adventures in Paradise) : Shasme Hasmar (saison 2, épisode 22)
- 1961 : The Barbara Stanwyck Show : Anna (saison 1, épisode 34)
- 1968 : Les Règles du jeu (The Name of the Game) : rôle inconnu (saison 1, épisode 15)